# Simmons-Mausmaki
Der Simmons-Mausmaki (Microcebus simmonsi) ist eine auf Madagaskar lebende Primatenart aus der  Gattung der Mausmakis innerhalb der Gruppe der Lemuren. Die Art wurde 2006 erstbeschrieben, der Name ehrt Lee Simmons, Direktor des Zoos von Omaha.

## Merkmale
Simmons-Mausmakis zählen zu den stämmigsten Vertretern ihrer Gattung. Sie erreichen eine Kopfrumpflänge von rund 9 Zentimetern, wozu noch ein 14 Zentimeter langer Schwanz kommt. Ihr Gewicht beträgt 47 bis 82 Gramm. Ihr Fell ist an der Oberseite und am Kopf rötlichbraun bis orange gefärbt, der Bauch ist hellgrau oder weiß. Am Kopf befindet sich ein schwarzer Streifen, die Schnauze ist weiß. Der Kopf ist wie bei allen Mausmakis rundlich und die Augen als Anpassung an die nachtaktive Lebensweise groß.

## Verbreitungsgebiet und Lebensraum

Verbreitungsgebiet des Simmons-Mausmakis (rot)

Simmons-Mausmakis sind bislang nur aus einem kleinen Gebiet im östlichen Madagaskar, dem Gebiet der Betampona- und Zahamena-Naturreservate. Ihr Lebensraum sind tropische Regenwälder.

## Lebensweise
Über die Lebensweise dieser neuentdeckten Art ist noch kaum etwas bekannt. Sie ist ein nachtaktiver Baumbewohner und bewegt sich auf allen vieren und springend fort. Mausmakis sind generell Allesfresser, die sich vorwiegend von Früchten und Insekten ernähren.

## Gefährdung
Die IUCN listet die Art als „stark gefährdet“ (endangered). Schutzgebiete, in denen die Art vorkommt, sind das Betampona und Zahamena Nature Reserve und der Nationalpark Zahamena.